# Wellsville (wieś)
Wellsville – wieś w Stanach Zjednoczonych, w stanie Nowy Jork, w hrabstwie Allegany.